# Gouania microcarpa
Gouania microcarpa är en brakvedsväxtart som beskrevs av Dc.. Gouania microcarpa ingår i släktet Gouania och familjen brakvedsväxter. Inga underarter finns listade i Catalogue of Life.

## Bildgalleri

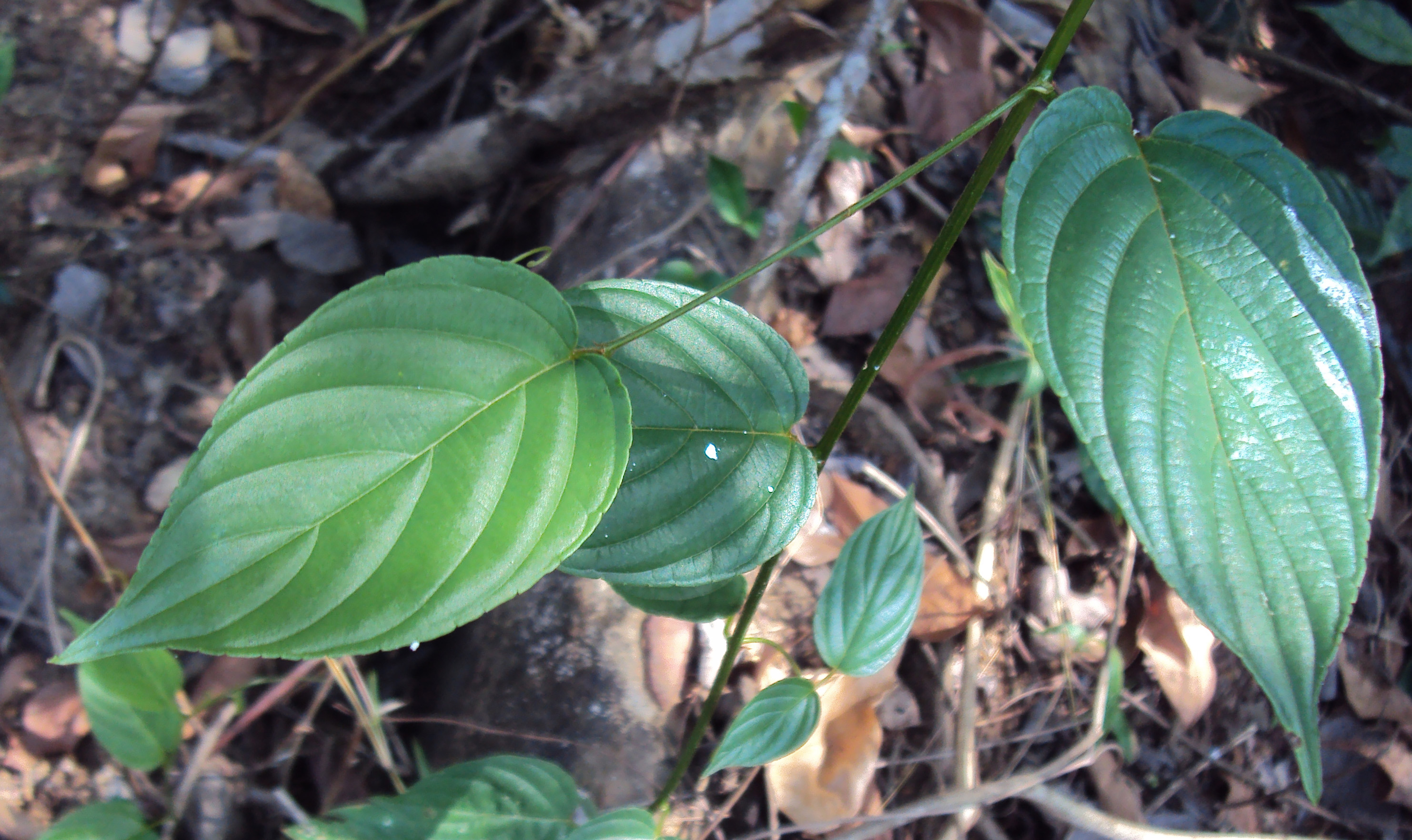
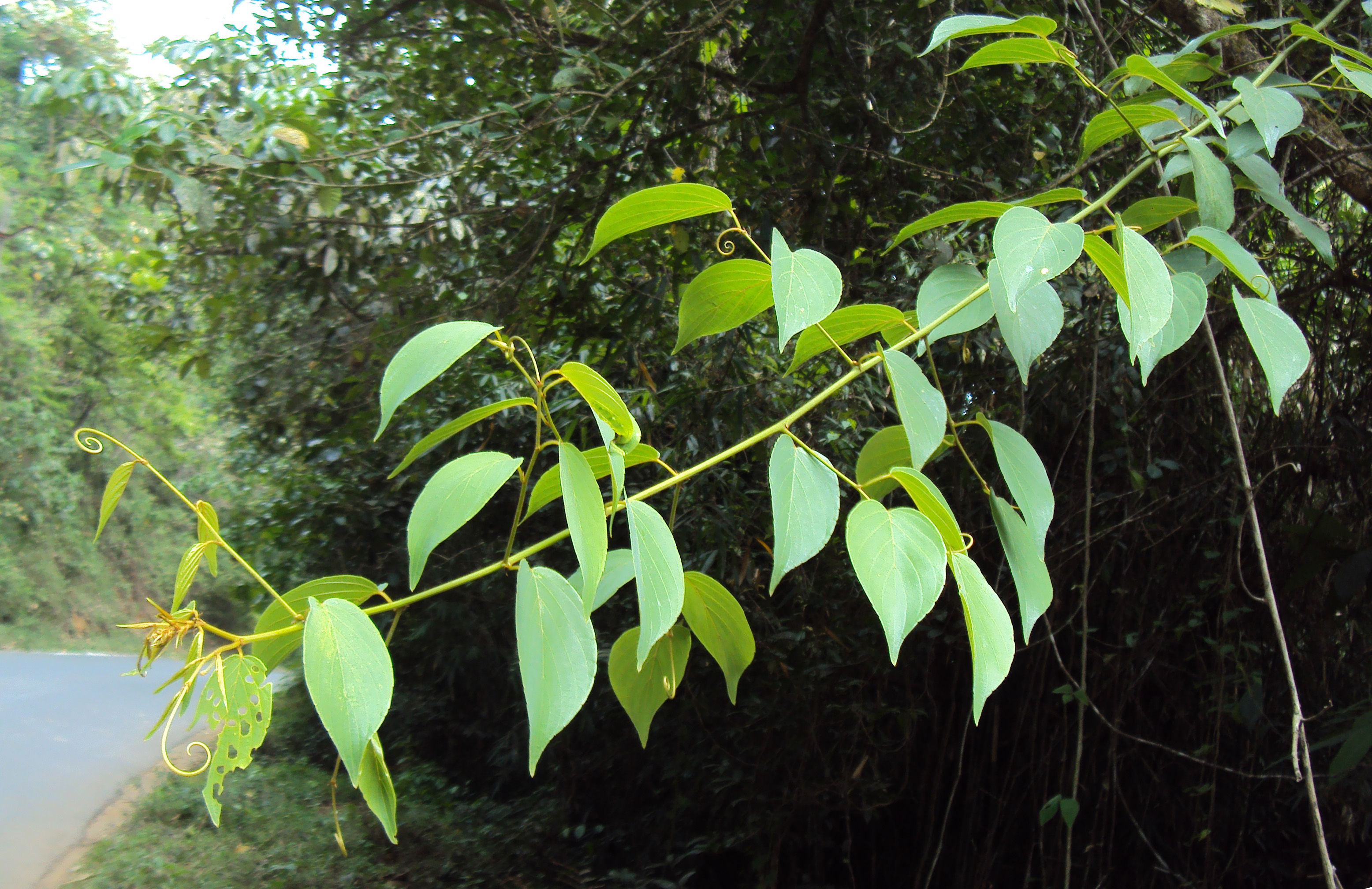
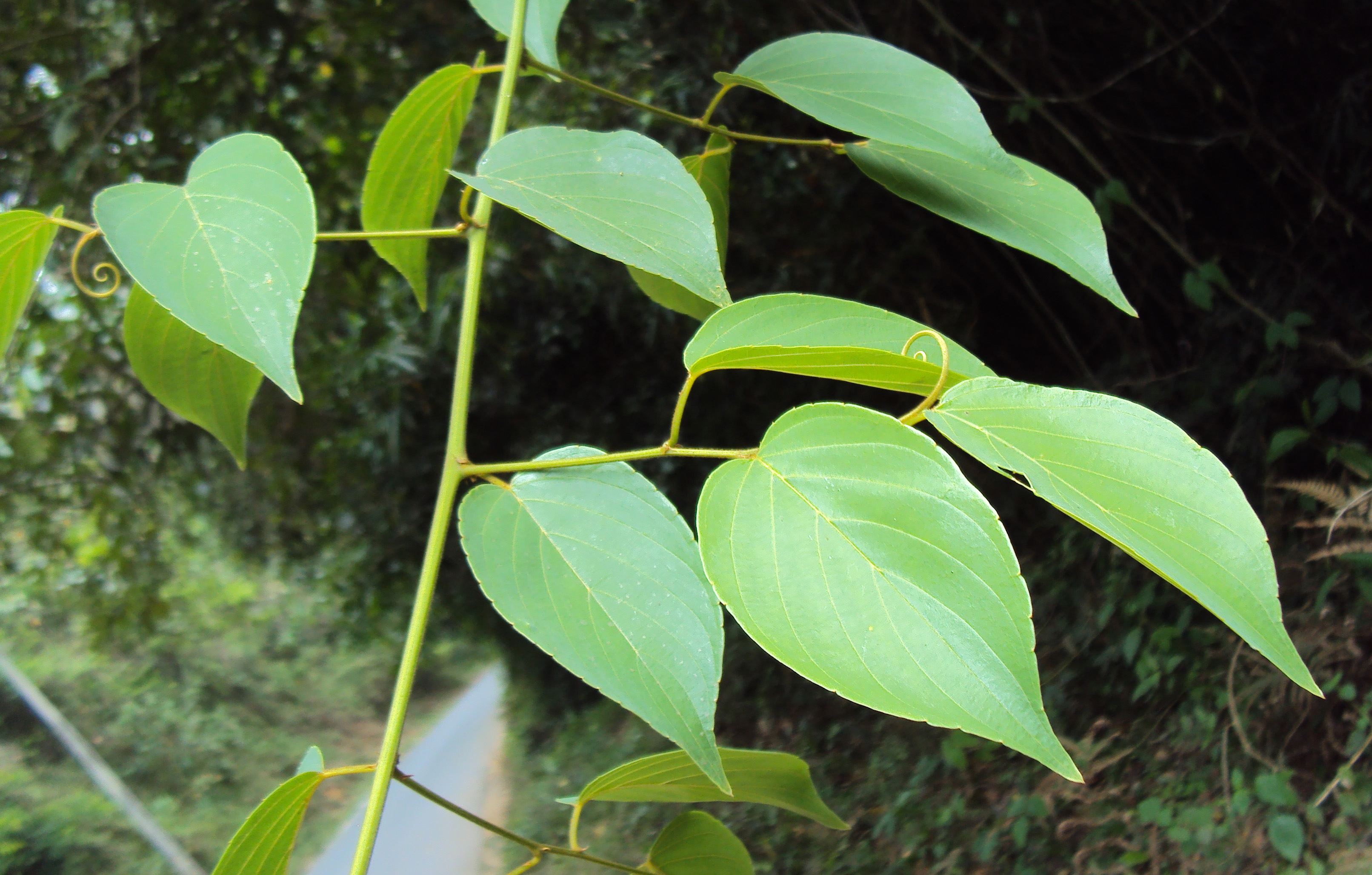
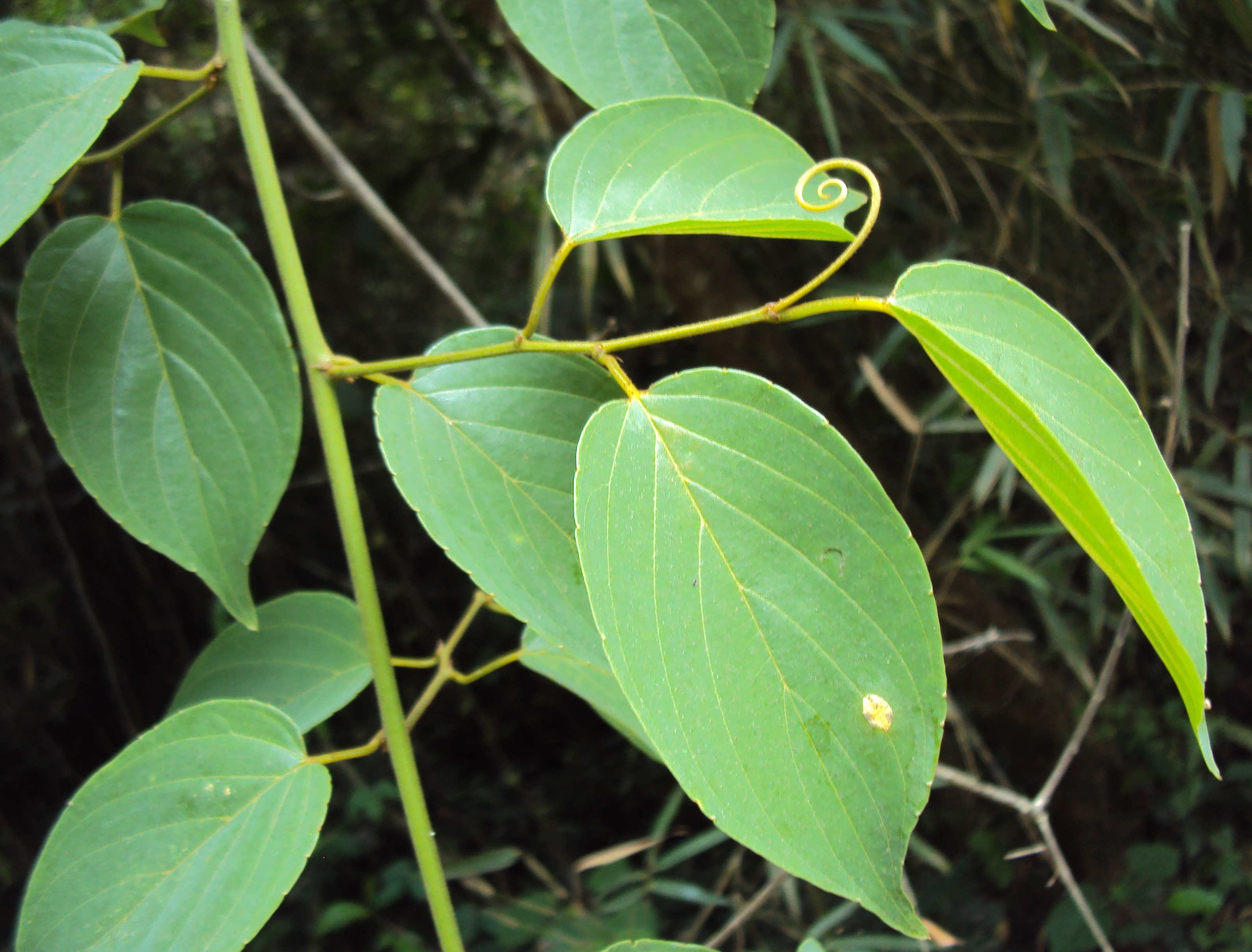